# Kung Fu Panda
Série Kung Fu Panda
Kung Fu Panda 2
(2011)
Pour plus de détails, voir Fiche technique et Distribution.
Kung Fu Panda est un film d'animation américain produit par DreamWorks Animation, réalisé par Mark Osborne et John Stevenson, sorti en 2008.

## Synopsis
Po est un jeune panda qui travaille comme serveur au restaurant sous les ordres de San Ping, son père adoptif. Il est aussi un fan des arts martiaux et idolâtre les Cinq Cyclones, cinq combattants de kung-fu qui protègent la vallée de la Paix, où il vit. Son rêve est de devenir un maître de l'art martial, malgré sa carrure.
Le Grand Maître Oogway, qui dirige aujourd'hui Tigresse, Grue, Singe, Mante et Vipère, les Cinq cyclones avec son ami, Maître Shifu, a une vision où Tai Lung, le fils adoptif et ancien élève de Maître Shifu, se libère de la prison où il est gardé enfermé et compte bien prendre sa revanche après s'être vu refuser l'octroi du titre de Guerrier Dragon. Inquiet, Maître Shifu envoie un messager pour s'assurer que Tai Lung est toujours sous bonne garde.
Au sein de la vallée, le palais de Jade organise un tournoi pour désigner le futur Guerrier Dragon, où tous les habitants s'y convient. San Ping envoie son fils adoptif sur le lieu pour vendre des nouilles, mais ce dernier arrive en retard et se voit refuser l'accès au palais. Il tente par tous les moyens d'y accéder, mais échoue, jusqu'à l'utilisation d'une chaise arrimée à des fusées où, cette fois, il réussit son coup, mais s'écrase d'une longue chute au milieu des cinq guerriers. À la grande surprise de tout le monde, le panda est désigné par maître Oogway comme le Guerrier Dragon, alors que Maître Shifu pensait que Tigresse méritait le titre.
Persuadé que son maître s'est trompé, le panda roux décide d’humilier Po pour le forcer à partir de lui-même en lui faisant sentir toute son incompétence à suivre un entraînement basique. Les cinq Cyclones ne sont guère plus tendres avec le panda, constatant son incapacité totale à se battre. Démoralisé, Po se confie à maître Oogway qui le réconforte et l'encourage à persévérer, ce qui le pousse à s'accrocher et à s’attirer les bonnes grâces des Cinq au fil du temps. Tigresse raconte aussi à Po l'histoire entre Tai Lung et Maître Shifu et les raisons de la nouvelle attitude de leur maître. Pendant ce temps, Tai Lung réussit une évasion spectaculaire de sa prison, grâce à une plume dont il se sert pour déverrouiller ses entraves avant d'écraser les gardes et de pulvériser l'entrée grâce à des explosifs de défense. Après avoir appris l'évasion de son ancien élève par son messager, Maître Shifu informe son maitre de cette terrible nouvelle, qui lui conseille de placer ses espoirs en Po avant de partir rejoindre le Monde des Esprits. Le panda roux informe ses élèves de l'évasion de Tai Lung et, malgré ses recommandations, les cinq guerriers décident de partir combattre l'ancien apprenti de leur maître dans la nuit.
Le lendemain matin, Maître Shifu surprend Po en train de voler de la nourriture de la cuisine, mais découvre ses capacités et réalise son plein potentiel. Il décide de prendre le panda sous son aile et de l'entraîner d'une autre façon que les cinq Cyclones, afin que son nouvel élève trouve son propre style de combat. Malgré leur supériorité numérique, les cinq guerriers sont battus par Tai Lung sur un ancien pont et se retrouvent paralysés. Maître Shifu les libère de la paralysie et confie à Po le rouleau du dragon, mais celui-ci est vierge et ne reflète que son visage. Le panda roux ordonne alors l'évacuation de la vallée, pendant qu'il va retenir son ancien élève. Po aide son père adoptif à partir et ce dernier lui révèle qu'il n'y a aucun ingrédient secret dans sa soupe. San Ping explique à son fils adoptif que le talent et la volonté sont deux éléments essentiels en plus d'avoir foi en soi, ce qui permet à Po de comprendre le sens du message du rouleau. Le panda vole à la rescousse de son maître qui est en train de combattre Tai Lung et se fait laminer, malgré ses tentatives de raisonner son fils adoptif et ses remords.
Po réveille l'excitation de Tai Lung en agitant le rouleau du Dragon devant lui, puis s'ensuit un combat à la fois imprévisible, peu académique et intense entre les deux guerriers. Après une lutte acharnée, l'ancien élève de Maître Shifu parvient à récupérer le rouleau, mais en dépit de son insatiable soif de pouvoir, ne comprend pas le sens du message, ce qui l'enrage encore plus. Son attaque paralysante n'a aucun effet sur Po et ce dernier prend le dessus sur son adversaire et l'envoie dans le Monde des Esprits avec la prise du doigt Wushi. Après sa victoire, le panda est félicité par les habitants de la vallée et gagne le respect des cinq Cyclones. Inquiet pour Maître Shifu, il rejoint son maitre qui est enfin libéré du poids de son erreur passé et retrouve la paix intérieure. Bien qu'ils se reposent tous les deux, Po invite son maître à déjeuner.

## Fiche technique
- Titre français et original : Kung Fu Panda
- Réalisation : Mark Osborne et John Stevenson
- Scénario : Jonathan Aibel et Glenn Berger
- Décors : Raymond Zibach
- Photographie : Yong Duk Jhun
- Montage : C.K. Horness
- Musique : Hans Zimmer, John Powell
- Production : Melissa Cobb
- Société de production : DreamWorks Animation
- Société de distribution : Paramount Pictures
- Format : Couleur - 65 mm - 2,39 : 1 - Son Dolby Digital
- Pays d'origine :  États-Unis
- Langue originale : anglais
- Genre : animation
- Durée : 89 minutes
- Budget : 130 millions de dollarsUS[1]
- Dates de sortie[2] :
  -  États-Unis,  Canada : 6 juin 2008
  -  Belgique,  France : 9 juillet 2008
- Dates de sortie DVD :
  -  États-Unis : 30 septembre 2008
  -  France : 9 janvier 2009

## Distribution

### Voix originales
- Jack Black : Po Ping, le Panda
- Dustin Hoffman : maître Shifu Sweng
- Angelina Jolie : maître Tigresse
- Ian McShane : Tai Lung
- Jackie Chan : maître Singe
- Seth Rogen : maître Mante
- Lucy Liu : maître Vipère
- David Cross : maître Grue
- Randall Duk Kim : maître Oogway
- James Hong : San Ping, le père de Po
- Dan Fogler : Zeng, l'oie messagère
- Michael Clarke Duncan : le commandant Vachir, chef des Rhinos
- Kyle Gass : KG Shaw, un cochon
- Wayne Knight : le chef des bandits
- Laura Kightlinger : un ninja
- Kent Osborne : le cochon fan
- John Stevenson : un garde rhinocéros
- Mark Osborne : un cochon client du restaurant

### Voix françaises
- Manu Payet : Po Ping le Panda
- Pierre Arditi : maître Shifu Sweng
- Marie Gillain : maître Tigresse
- Marc Lavoine : Tai Lung
- William Coryn : maître Singe
- Xavier Fagnon : maître Mante
- Mylène Jampanoï : maître Vipère
- Tomer Sisley : maître Grue
- Pierre Bonzans : maître Oogway
- Michel Tureau : San Ping
- Pascal Sellem : Zeng
- Philippe Dumond : commandant Vachir, chef des Rhinos

### Voix québécoises
- Hugolin Chevrette-Landesque : Po Ping
- Guy Nadon : maître Shifu Sweng
- Hélène Mondoux : maître Tigresse
- Pierre Chagnon : Tai Lung
- François L'Écuyer : maître Singe
- Tristan Harvey : maître Mante
- Michèle Lituac : maître Vipère
- Gilbert Lachance : maître Grue
- Vincent Davy : maître Oogway
- Hubert Gagnon : San Ping
- Martin Watier : Zeng
- Benoît Rousseau : commandant Vachir, chef des Rhinos

## Personnages

### Po Ping
Po est un panda qui vit avec son père, M. Ping, une oie qui possède un restaurant de nouilles. Il y travaille en tant que serveur. Seulement, Po est très maladroit et rêve de devenir maître de kung-fu et de se battre aux côtés de ses idoles, les « Cinq cyclones », formé de Tigresse, Grue, Mante, Vipère, et Singe, élèves de maître Shifu. Son rêve va devenir réalité car maître Oogway le choisit pour devenir le « guerrier dragon ». Mais maître Shifu refuse de croire que Po est digne d'être le guerrier dragon, étant donné qu'il ne maîtrise pas le kung-fu. Il décide de tout tenter pour se débarrasser de lui, mais Po s'obstine à ne pas renoncer. Alors que Tai Lung s'est évadé de prison, maître Oogway essaie de convaincre son vieil ami de former le guerrier dragon, de lui enseigner le kung-fu et de croire en lui. Maître Shifu décide alors de prendre Po sous son aile et de le former au kung-fu. Po progresse vite et arrive de manière rapide et efficace à maîtriser l'art martial. Il obtient finalement le Rouleau du Dragon. Lors de l'arrivée de Tai Lung à la Vallée, maître Shifu tente de gagner du temps en l'affrontant mais est battu par son ancien élève. Po intervient alors et affronte Tai Lung à son tour. Après un combat acharné, Po bat Tai Lung et rétablit la paix dans la Vallée. Même les « Cinq cyclones » s'inclinent avec respect devant lui. Après cet épisode marquant, il affrontera plusieurs ennemis, dont le prince Shen qui a tué sa mère, ou encore le redoutable général Kai. Devenu le guerrier incarnant l'énergie du dragon après avoir accompli sa maîtrise du Chi contre Kai et retrouvé sa famille, il devient maître du palais de Jade et se lance dans l'enseignement du kung-fu.

### Maître Shifu Sweng
Maître Shifu est un panda roux, élève de maître Oogway et le maître des Cinq cyclones et de Po. C'est également l'ancien maître de Tai Lung. Lorsque Tai Lung n'était qu'un bébé, Maître Shifu l'a recueilli et l'a élevé comme son propre fils. S'apercevant que Tai Lung est très doué pour le kung-fu dès son plus jeune âge, Maître Shifu décide de l'entraîner et de croire en lui. Seulement, Tai Lung ne s'intéresse qu'à une chose : avoir le Rouleau du Dragon. Mais maître Oogway perçoit la noirceur du cœur de ce dernier et refuse que Tai Lung devienne le guerrier dragon. Déçu et offensé, Tai Lung s'attaque à la Vallée et à ses habitants. Il tente de s'emparer du rouleau par la force ; Shifu doit alors arrêter son ancien élève, mais il ne peut s'y résoudre. Maître Oogway le stoppe à temps et Tai Lung est amené à la prison où il est enfermé pendant 20 ans. Depuis ce jour, Shifu n'a plus été le même : il est devenu plus froid, plus sévère. Il est malgré tout exigeant mais il reste hanté par ses erreurs commises par le passé. Le jour de la désignation du guerrier dragon, Po est choisi par maître Oogway, mais Shifu estime que Po n'est pas digne d'être le guerrier dragon car il ne maîtrise pas le kung-fu. Tai-Lung s'étant évadé de prison, maître Oogway convainc son vieil ami de former Po, de lui enseigner le kung-fu et de croire en lui. Shifu prend alors Po sous son aile et le forme à l'art martial. Grâce à son maître, Po maîtrise vite le kung-fu et Shifu lui donne le rouleau du dragon. Tai Lung se présente devant son ancien maître et le combat devient intense. Mais Shifu est vaincu par son ancien élève. Po sauve la vie de son maître en affrontant Tai Lung et le bat après un combat acharné. Il finit par devenir élève de son ancien disciple Po, qui lui apprendra à se servir du Chi.

### Maître Tigresse (Tan Lee Sweng)
C'est une membre des Cinq cyclones et une élève de maître Shifu. Parmi les cinq, elle est la plus audacieuse et la plus forte du groupe physiquement. Son style de combat est agressif et rapide. Alors qu'elle pensait avoir été désignée pour devenir le guerrier dragon, Po atterrit dans l'arène par accident et est choisi à sa place par maître Oogway. Elle considère Po comme une honte pour le kung-fu mais après que celui-ci a été formé au kung-fu par maître Shifu et vaincu Tai Lung, elle le respecte beaucoup plus : elle finit même par reconnaître être son amie après sa victoire sur Kai.

### Maître Singe (Wan Sking)
C'est un membre des Cinq cyclones et un élève de maître Shifu. Il est l'un des seuls à utiliser une arme pour se battre : le bambou. Son habileté martiale est étonnante. En combat, il peut utiliser à la fois ses mains et ses pieds. Son style de combat est acrobatique, rapide et imprévisible. C'est certainement le plus sympathique du groupe, après Maître Vipère.

### Maître Grue (Nu Ding)
C'est un membre des Cinq cyclones et un élève de maître Shifu. Combattant hors pair rapide et agile, il n'utilise jamais son bec. Ses ailes lui permettent de faire de grands mouvements circulaires et de renverser tous ses adversaires.

### Maître Vipère (Nalia Krung)
C'est une membre des Cinq cyclones et une élève de maître Shifu. Vipère est un serpent venimeux, une guerrière redoutable capable d'étrangler tous ses adversaires. Son pouvoir ne réside pas seulement dans sa séduction, mais aussi dans sa force. Elle s'enroule autour de ses adversaires en se servant de leur énergie pour contre-attaquer avec une force redoutable. Elle n'a jamais vraiment détesté Po, pas même à l'arrivée de ce dernier, et montre beaucoup d'empathie pour lui.

### Maître Mante (Nek Nato)
C'est un membre des Cinq cyclones et un élève de maître Shifu. Il est le plus petit du groupe, mais cela ne l'empêche pas d'être fort et rapide en combat. Sa petite taille et sa rapidité le rendent quasiment invincible et invisible au combat. Ses puissantes et bondissantes pattes arrière sont utilisées comme des armes. Il est également capable de soigner les gens par l’acupuncture, un art thérapeutique.

### Tai Lung
C'est une panthère des neiges et un ancien élève de maître Shifu. Ce dernier l'a recueilli lorsqu'il était bébé et l'a élevé comme son propre enfant. Tai Lung est devenu extrêmement doué pour le kung-fu dès son plus jeune âge. Maître Shifu décida de l'entraîner et crut en lui. Tai Lung, devenu un combattant hors pair, veut à tout prix obtenir le rouleau du dragon afin de devenir le guerrier dragon. Mais ce titre lui a été refusé par maître Oogway. Offensé, il sème la désolation dans la Vallée de la Paix et tente de s'emparer du rouleau par la force. Mais il est rapidement battu par maître Oogway. Après avoir été enfermé en prison pendant 20 ans, Tai Lung s'évade et fait son grand retour. D'abord, il croise les Cinq cyclones sur son passage. Ceux-ci sont prêts à tout pour l'arrêter. Mais Tai Lung s'en débarrasse. Revenu chercher le rouleau du dragon, il affronte son ancien maître et le bat. Mais Po intervient et l'affronte à son tour. Il sera battu par Po.

### Maître Oogway Kung-Fu
À l'origine général d'une immense armée, il collabore avec son frère d'armes, le général Kai. Blessé par une embuscade, il est soigné par des pandas maîtrisant le Chi. Il leur demande de lui enseigner cette science complexe ; mais Kai veut utiliser cette énergie pour conquérir le monde. Forcé de l'arrêter, Oogway l'envoie dans le royaume des esprits pour cinq cents ans, où il restera enfermé à s'entraîner désespérément pour en sortir.
C'est une tortue un peu vieille mais rapide et forte, c'est le créateur du kung-fu. Malgré sa mesquinerie et son humour ressenti, il est un très grand maître du kung-fu. Il adore dire des phrases philosophiques et il aime les pêches. Il était jadis le maître de Maître Shifu. Il est celui qui a vaincu Tai Lung alors qu'il était sur le point de frapper Maître Shifu et de prendre le rouleau du dragon. Il se bat avec une sorte de grand bâton. Il est souvent étonné de la rapidité de Maître Shifu. Dans Kung Fu Panda, il meurt de vieillesse, acceptant son sort avec paix et sérénité, il fait promettre à Maître Shifu de croire en Po. Il obtient un séjour éternel au royaume des esprits, où il croisera Po devenu surpuissant.

### M. San Ping
Il dirige un restaurant de nouilles depuis très longtemps. Il a adopté Po. Le moins qu'on puisse dire c'est qu'il a beaucoup de mal à comprendre les rêves de kung-fu de son fils et pense aux nouilles constamment !

## Box-office
| Pays                     | Box-office        |
| Box-office Monde         | 631 744 560 $     |
| Box-office International | 416 309 969 $     |
| Box-office États-Unis    | 215 434 591 $     |
| Box-office France        | 3 200 000 entrées |

## Suites et sériesKung Fu Panda
- 2008 : Kung Fu Panda, long métrage
- 2008 : Kung Fu Panda : Les Secrets des cinq cyclones (Kung Fu Panda: Secrets of the Furious Five) (hors série)
- 2010 : Kung Fu Panda : Bonnes Fêtes/Festin d’hiver (Kung Fu Panda Holiday), émission spéciale (hors série)
- 2011 : Kung Fu Panda 2, long métrage
- 2011 : Kung Fu Panda : Les Secrets des Maîtres, court-métrage (hors série)
- 2016 : Kung Fu Panda : Les Secrets du rouleau (2016)
- 2016 : Kung Fu Panda 3, long métrage
- 2024 : Kung Fu Panda 4, long métrage

Jeffrey Katzenberg, le PDG de DreamWorks Animation aurait dévoilé que plusieurs suites au film d'animation Kung Fu Panda seraient en préparation et plus exactement six chapitres : « Kung Fu Panda comporte en fait 6 chapitres, et nous les avons planifiés sur plusieurs années. »

## Autour du film
- Le nom du maître Shifu est un doublon car shifu (en mandarin) et sifu (en cantonais) se prononcent de la même manière et veulent tous les deux dire « maître ».
- Lorsque Tai Lung s'évade de la prison et affronte les gardes, l'un d'entre eux pousse un cri Wilhelm.
- Les « Cinq cyclones » représentent chacun un art martial zoomorphique : le serpent pour Vipère, le singe pour Singe, le tigre pour Tigresse, la mante religieuse pour Mante, et la grue blanche pour Grue. Quant à Tai Lung, il représente le léopard.
- La version japonaise utilise "Your Seed" de Hey! Say! JUMP comme chanson thème[5],[6].